# Saint-Brieuc-des-Iffs

Saint-Brieuc-des-Iffs este o comună în departamentul Ille-et-Vilaine, Franța. În 1 ianuarie 2022 avea o populație de 323 de locuitori.